# Equació de vuitè grau

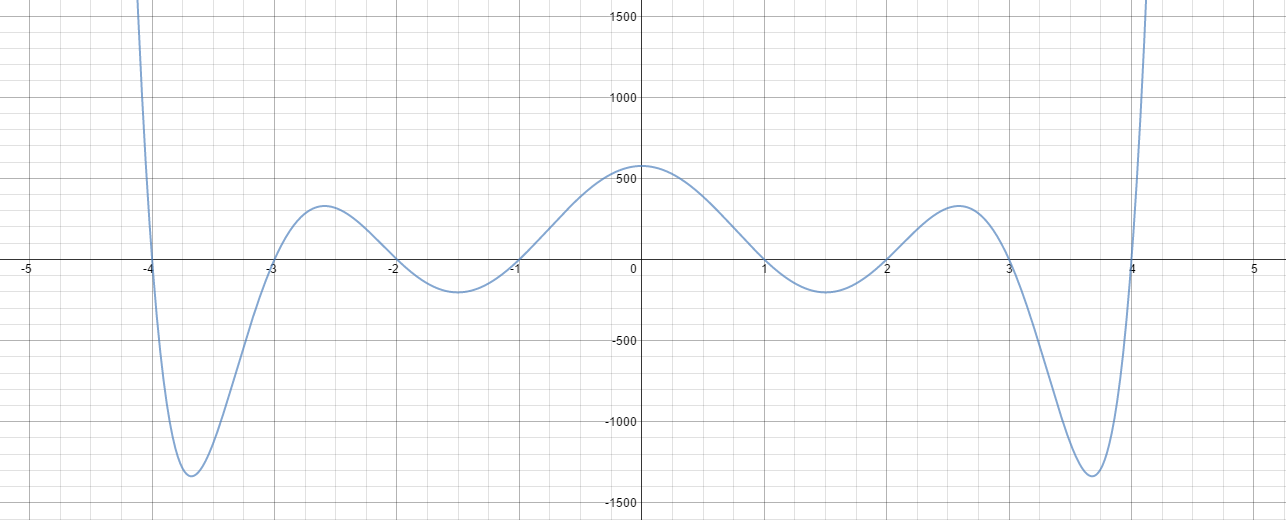
Gràfica d'un polinomi de grau 8, amb 7 punts crítics

En matemàtiques, una equació de vuitè grau és l'equació de la forma
| {\displaystyle ax^{8}+bx^{7}+cx^{6}+dx^{5}+ex^{4}+fx^{3}+gx^{2}+hx+k=0,\,\quad a\neq 0} |

Una funció de vuitè grau és una funció de la forma
{\displaystyle y(x)=ax^{8}+bx^{7}+cx^{6}+dx^{5}+ex^{4}+fx^{3}+gx^{2}+hx+k,}
on {\displaystyle \quad a\neq 0}.
Els coeficients a, b, c, d, e, f, g, h, k poden ser tant nombres enters, nombres racionals, nombres reals, nombres complexos o, més generalment, els membres de qualsevol conjunt.
Atès que una funció de vuitè grau es defineix per un polinomi amb un grau parell, té el mateix límit infinit quan l'argument passa a l'infinit positiu o negatiu. Si el coeficient principal a és positiu, llavors la funció augmenta a {\displaystyle +\infty } en tots dos costats; I així, la funció té un mínim global. De la mateixa manera, si a és negatiu, la funció de vuitè grau disminueix fins a {\displaystyle -\infty } i té un màxim global.
La derivada d'una funció de vuitè grau és una funció de setè grau.

## Solucions
Segons el teorema d'Abel-Ruffini, no hi ha una fórmula algebraica general per a una solució d'una equació de vuitè grau en termes dels seus paràmetres. No obstant això, algunes subclasses d'equacions de vuitè grau tenen tals fórmules.
Trivialment, equacions de vuitè grau de la forma
{\displaystyle x^{8}=a}
amb a positiva,tenen les solucions:
{\displaystyle x_{k}=a^{1/8}\omega _{k}\,,\quad k=1,\dots ,8,}
on {\displaystyle \omega _{k}} és la k-èsima arrel vuitena en 1 en el pla complex.
Equacions de vuitè grau de la forma
{\displaystyle ax^{8}+ex^{4}+k=0}
es poden resoldre mitjançant factorització o aplicació de la fórmula quadràtica en la variable x4.
Equacions de vuitè grau de la forma
{\displaystyle ax^{8}+cx^{6}+ex^{4}+gx^{2}+k=0}
es poden resoldre aplicant de la fórmula quadràtica en la variable x².

## Aplicacions
En alguns casos, algunes de les quadriseccions (particions en quatre regions d'igual àrea) d'un triangle mitjançant línies perpendiculars són solucions d'una equació de vuitè grau.